# Spyridium buxifolium
Spyridium buxifolium är en brakvedsväxtart som först beskrevs av Edward Fenzl, och fick sitt nu gällande namn av K.R.Thiele. Spyridium buxifolium ingår i släktet Spyridium och familjen brakvedsväxter. Inga underarter finns listade i Catalogue of Life.